# Pierre de Bizemont
Pierre de Bizemont (celým jménem Pierre Melchior Henri de Bizemont; * 21. dubna 1946 Boulogne-Billancourt, Francie) je  francouzský šlechtic z rodu de Bizemont, profesní rytíř a od roku 2022 Kníže-velkopřevor českého velkopřevorství řádu Maltézských rytířů v Praze.

## Život
Narodil se jako třetí dítě Gasparda de Bizemont a jeho manželky Jacqueline roz. Giroult des Brosses (1919–2005). Vystudoval práva na univerzitě Paris X – Nanterre, pracoval v bankovnictví. V roce 1981 byl přijat jako čestný devoční rytíř do Maltízského řádu, profesním rytířem se stal až v roce 1988. Dne 25. července 2022 jej velmistr John Timothy Dunlap jmenoval knížetem-velkopřevorem českého velkopřevorství řádu Maltézských rytířů.